# Epthianuridae
Ephthianuridae es una familia obsoleta de aves. Incluía dos géneros y cinco especies de pájaros de Australia. Sus miembros en la actualidad se clasifican en la familia Meliphagidae.

## Géneros
- Ashbyia
- Epthianura[3]